# Blauwbaai
Blauwbaai (Engels: Blue Bay) is een strand op Curaçao, gelegen bij de vissersplaats Sint-Michiel ten noordwesten van Willemstad. Het strand is genoemd naar de plantage Blaauw die hier in de buurt lag. Het is het grootste strand van het eiland. Men kan er snorkelen en duiken. In de buurt bevinden zich een golfbaan, een hockeyveld en de beeldentuin Blue Bay.
Baya Beach · Blauwbaai · Daaibooi · Grote Knip · Jan Thielbaai* · Kleine Knip · Kokomo Beach · Playa Cas Abao* · Playa Fòrti · Playa Gipy · Playa Jeremi · Playa Kalki · Playa Kanoa · Playa Lagun · Playa Porto Marie · Playa Santa Cruz · Santa Barbara Beach* · Seaquarium Beach*

* privéstranden